# Federació Italiana de Bàsquet
La Federació Italiana de Bàsquet (FIP per les seves sigles en italià: Federazione Italiana Pallacanestro) és l'organisme que regeix les competicions de clubs i la selecció nacional de bàsquet d'Itàlia. Pertany a l'associació continental FIBA Europa.

## Història
Va ser fundada a Milà el 2 de novembre de 1921 com a Federazione Italiana Basket-Ball i al principi es van adherir 10 societats, algunes de les quals ja havien disputat dos campionats masculins organitzats per la Federginnastica per iniciativa de Manlio Pastorini i després de la traducció de les regles del joc gràcies a Ida Nomi.
El 1925 la denominació va ser canviada per primera vegada com Federazione Italiana Palla al Cesto i el 1930 es va canviar el nom a Federazione Italiana Palla al Canestro. El mateix any, la Federació va iniciar els campionats femenins i va ser reconeguda pel Comitè Olímpic Nacional Italià -però fins a 1931 sempre ha format part de Federginnastica- va ser traslladada a Roma -avui amb la seu nacional a la Via Vitorchiano núm. 113-.
El 1970, va ser organitzat el campionat italià masculí de bàsquet, de la Lliga de la societat masculina Sèrie A i el 1976 el campionat italià femení de bàsquet. Des de 1994 els jugadors que participan a la Sèrie A masculina, són considerats professionals.
El decret legislatiu de 23 de juliol de 1999 (article 18) se li va reconèixer, a la Federació, un període il·limitat i una personalitat jurídica de dret privat sense fins de lucre.
Després de la 44a Assemblea General del 12 de gener de 2013, la Federació està presidida per Gianni Petrucci, successor en el càrrec a Dino Meneghini que va ser president des de l'any 1992 al 1999.

## Registres
- 3.700 Clubs Registrats.
- 31.364 Jugadores Autoritzades.
- 167.800 Jugadors Autoritzats.
- 340.323 Jugadors No Autoritzats.

## Presidents
- 1921-1925: Arrigo Muggiani
- 1926-1930: Ferdinando Negrini
- 1930: Augusto Turati
- 1930: Alberto Buriani
- 1931: Giuseppe Corbari
- 1931-1942: Giorgio Asinari di San Marzano
- 1942-1943: Vittorino Viotti
- 1944: Carlo Donadoni
- 1944: Guido Graziani
- 1945: Decio Scuri
- 1945: Enrico Castelli
- 1946-1954: Aldo Mairano
- 1954: Vittorio Muzi di Dogliola
- 1954-1965: Decio Scuri
- 1965-1975: Claudio Coccia
- 1976-1992: Enrico Vinci
- 1992-1999: Gianni Petrucci
- 1999-2008: Fausto Maifredi
- 2008-2013: Dino Meneghin
- 2013-al càrrec: Gianni Petrucci